# 纳尔达
纳尔达，是西班牙拉里奥哈自治区的一个市镇。总面积25平方公里，总人口895人（2001年），人口密度36人/平方公里。